# Георгій-Дамяново
Гео́ргій-Дамя́ново (болг. Георги Дамяново) — село в Монтанській області Болгарії. Адміністративний центр общини Георгій-Дамяново.

## Населення
За даними перепису населення 2011 року у селі проживали 526 осіб.
Національний склад населення села:
| Національність   | Кількість осіб | Відсоток |
| ---------------- | -------------- | -------- |
| болгари          | 505            | 97,7%    |
| цигани           | 7              | 1,4%     |
| турки            | 0              | 0%       |
| інша             | 0              | 0%       |
| не визначились   | 5              | 1,0%     |
| Всього відповіли | 517            |          |

Розподіл населення за віком у 2011 році:
Динаміка населення: